# 魂の三分説
魂の三分説（たましいのさんぶんせつ、英: The tripartite soul）とは、プラトンが『国家』『パイドロス』『ティマイオス』等で提示した、人間の魂（プシュケー）を3つの性質に分ける考え方のこと。魂の三区分説、魂の三部分説などとも。

## 構成
以下の3つから成る。
- 理知（古希: λόγος、ロゴス）
- 気概（古希: θυμός、テューモス（英語版））
- 欲望（古希: ἐπιθυμία、エピテュミア）

## 典拠
プラトンは、『国家』『パイドロス』『ティマイオス』内で、この魂の三分説に言及している。
まず『国家』の第4巻（434D-441C）では、ソクラテス等が「国家」にとっての「知恵/勇気/節制/正義」(枢要徳) を、「政務(立法)/軍事/商業」の関係性/役割分担によって定義した後、その定義を「個人」へと類比的 (アナロジカル) に適用していくに当たり、「国家」の「政務(立法)/軍事/商業」という3部分に相当するものとして、「個人の魂」を「理知/気概/欲望」の3部分へと分割する形で説明し、初めて魂の三分説が取り上げられる。
こうして国家の国制・政体（ポリテイア）を構成する3部分と類比的なものとして喩えられた魂の3部分は、第8巻において、その3部分の関係性が崩壊するに伴って、国家としても、個人の魂としても、その国制・政体（ポリテイア）が崩壊し、堕落していくことになる様を説明するのに用いられた。
続いて第9巻では、まず「正/不正」と「幸/不幸」の関係性を証明していくくだりにおいて、3つ提示される証明の内の2番目の証明（魂の3部分における「快楽」の優劣、580D-581C）において、再び魂の三分説が持ち出される。
- 理知 - 政務(立法)/哲学者
- 気概 - 軍事/軍人
- 欲望 - 商業/商人など

更に、その後の第9巻の末尾において、「正/不正」と「利/害」の関係を論証するくだり（588B-592B）においても、再び魂の三分説が、「理知」を「人間」、「気概」を「ライオン」、「欲望」を「(キマイラ/スキュラ/ケルベロスのような) 多頭の怪物」に喩える形で、持ち出される。
- 理知 - 人間
- 気概 - ライオン
- 欲望 - 多頭の怪物

また、『パイドロス』（246A-256E）においては、3つある挿入話の最後で、ソクラテスが「二頭立て馬車と御者の比喩（馬車の比喩）」を使って、魂の三分説を披露している。
- 理知 - 御者
- 気概 - 右の馬
- 欲望 - 左の馬

また、後期の作品である『ティマイオス』（69C-71A）においても、再び魂の三分説が取り上げられており、父なる創造神デミウルゴスに人間の制作を命令された神々が、人間を制作する際に、魂の不死なる部分で「知性」を司る部分を「頭」に、また魂の死すべき部分の内、「気概」を司る部分を「胸（横隔膜より上）」に、「欲望」を司る獣的部分を「腹（横隔膜と臍の間）」にそれぞれ配置したことが述べられている。（すなわち各々が「脳」「心臓」「胃袋」と結び付けられている。）
- 理知 - 脳
- 気概 - 心臓
- 欲望 - 胃袋

## 派生概念
上記の三分説に対応する形で、3つの内、どれを重視するかについての神学、哲学、心理学上の立場を説明する表現として、
- 主知主義（英: intellectualism）
- 主意主義（英: voluntarism）
- 主情主義（英: emotionalism）

という概念・分類が生まれた。